# Amentotaxus hatuyenensis
Amentotaxus hatuyenensis ist eine strauchförmig wachsende Konifere aus der Gattung der Kätzcheneiben (Amentotaxus). Das natürliche Verbreitungsgebiet der Art liegt in Vietnam. 

## Beschreibung

### Erscheinungsbild
Amentotaxus hatuyenensis wächst als immergrüner, 4 bis 5 Meter hoher Strauch. Die belaubten Zweige sind dünn, stielrund und zeigen sich abwechselnde Rillen, die jeweils zwei Nadeln verbinden. Sie sind anfangs grün, später gelblich und dann blass braun.

### Knospen und Nadeln
Die vegetativen Knospen sind konisch und haben eiförmig-dreieckige, spitze Knospenschuppen.
Die Nadeln wachsen zweizeilig und stehen in einem Winkel von 70° bis 90° vom Zweig ab. Sie sind beinahe sitzend bis kurz gestielt, lanzettlich, meist gerade oder manchmal leicht sichelförmig gebogen, 4 bis 7 Zentimeter lang und 7 bis 13 Millimeter breit. Die Basis ist breit keilförmig bis stumpf, die Nadel läuft konisch zur zugespitzten Spitze hin zusammen. Der Nadelrand ist leicht nach unten eingerollt. Die Nadeln sind hellgrün bis grün, ledrig und sie bilden Sklerenchymzellen, welche die Nadeloberseite gefleckt und runzelig macht.  Die Nadelunterseite zeigt zwei anfangs weiße oder gelbliche und später rötlich braune bis braune Spaltöffnungsstreifen aus zahlreichen verstreut verteilten Spaltöffnungen, die durch die Mittelrippe voneinander und durch zwei grüne Bänder vom Nadelrand getrennt sind. Die Spaltöffnungsstreifen sind 2 bis 3 manchmal auch 4 Mal breiter als die grünen Randstreifen. Die Mittelrippe ist auf der Nadeloberseite deutlich erhöht und liegt in einer 0,8 bis 1,0 Millimeter breiten, bis zur Spitze reichenden, flachen Furche. Auf der Nadelunterseite ist die Mittelrippe erhöht und 1 bis 1,5 Millimeter breit.

### Zapfen und Samen
Die Pollenzapfen sind in etwa 10 Zentimeter langen Trauben aus 10 bis 15 Zapfenpaaren angeordnet. Meist wachsen drei bis fünf Trauben zusammen an einem Zweig. Die Zapfen sind rundlich und etwa 3,5 Millimeter lang. Die acht bis zehn Mikrosporophylle sind schildförmig und tragen jeweils fünf bis acht kleine Pollensäcke.
Die den Samen tragenden Strukturen wachsen nahe den Enden benadelter Zweige einzeln in den Achseln der Nadeln auf einen etwa 1,5 Zentimeter langen Stiel mit zehn bis zwölf kreuzgegenständig angeordneten, gekielten Deckschuppen, welche die einzelne Samenanlage umschließen. Der den Samen umgebende Arillus ist nur im unreifen Zustand bekannt.

## Verbreitung und Ökologie
Das natürliche Verbreitungsgebiet von Amentotaxus hatuyenensis liegt in Vietnam in den Provinzen Hà Giang und Hà  Tuyên. Die Art ist selten und wächst auf steilen Bergzügen der Kalkgebirge in Höhen von 1000 bis 1500 Metern. Nebel und Regen sind häufig, und die jährliche Niederschlagsmenge liegt über 1800 Millimeter. Die mittleren Temperaturen liegen bei 15 bis 18 °Celsius. In den wenigen Gebieten, in denen die Art gefunden wurde, wächst sie zusammen mit Nadelbäumen wie Pinus fenzeliana, der Chinesischen Hemlocktanne (Tsuga chinensis), Amentotaxus yunnanensis, Cephalotaxus mannii, Xanthocyparis vietnamensis, Nageia fleuryi, Podocarpus neriifolius und Podocarpus pilgeri und mit Laubbäumen wie Vertretern der Ahorne (Acer), der Hainbuchen (Carpinus), der Gattung Lithocarpus, der Eichen (Quercus) und der Ulmen (Ulmus). Die Bäume sind dicht mit Epiphyten wie Moosen, Farnen und Orchideen bewachsen.

## Gefährdung und Schutz
In der Roten Liste der IUCN wurde Amentotaxus hatuyenensis 2010 als stark gefährdet („Endangered“) geführt. Es waren nur etwa 250 ausgewachsene Exemplare bekannt, deren Lebensraum sich durch das fortgesetzte Fällen der Wälder und durch Brände weiter verschlechterte. Die Bestände schienen sich auch nur schlecht zu erholen. Es gab jedoch eine Population im geschützten Bat Dai Son Naturreservat, das zum Schutz der neu entdeckten Art Xanthocyparis vietnamensis eingerichtet worden war.
Mittlerweile wird die Art bei der IUCN als konspeifisch mit Amentotaxus yunnanensis geführt, die 2017 als gefährdet („Vulnerable“) eingestuft wurde.

## Systematik und Etymologie
Amentotaxus hatuyenensis ist eine Art aus der Gattung der Kätzcheneiben (Amentotaxus). Sie wurde erst 1996 von Tiên Hiêp Nguyên in der Flore du Cambodge du Laos et du Vietnam erstbeschrieben. Synonyme sind keine bekannt. Die Art unterscheidet sich nur wenig von Amentotaxus yunnanensis und Amentotaxus poilanei. Der bedeutendste Unterschied zu Amentotaxus yunnanesis ist die Farbe der Spaltöffnungsstreifen auf der Nadelunterseite, die bei jungen Nadeln beider Arten weiß ist, sich bei Amentotaxus yunnanesis später gelblich verfärbt und bei Amentotaxus hatuyenensis rötlich bis bräunlich. Die Blattform des Typusexemplars ist eher lanzettlich, doch gibt es kaum Kenntnisse über die Variationsbreite der Nadelform. Die Unterschiede sind so gering, dass Aljos Farjon die Vermutung äußert, dass das Taxon als Varietät Amentotaxus yunnanesis zugerechnet werden sollte. James E. Eckenwalder sieht den Namen Amentotaxus hatuyenensis nur als Synonym von Amentotaxus yunnanesis und gibt den Vertretern auch nicht den Status einer Varietät.
Der Gattungsname Amentotaxus leitet sich vom Lateinischen amentum für „Wurfriemen“, aber auch botanisch „Kätzchen“, ab und von taxus, dem lateinischen Namen der Eibe. Er verweist damit auf die traubenförmige Anordnung der Pollenzapfen und entspricht dem deutschen Namen „Kätzcheneibe“. Das Artepitheton hatuyenensis leitet sich von der Provinz Hà Tuyên ab; Exemplare aus diesem Gebiet waren Grundlage für die Erstbeschreibung.

## Verwendung
Über eine Nutzung der Art ist nichts bekannt.